# 李頓報告

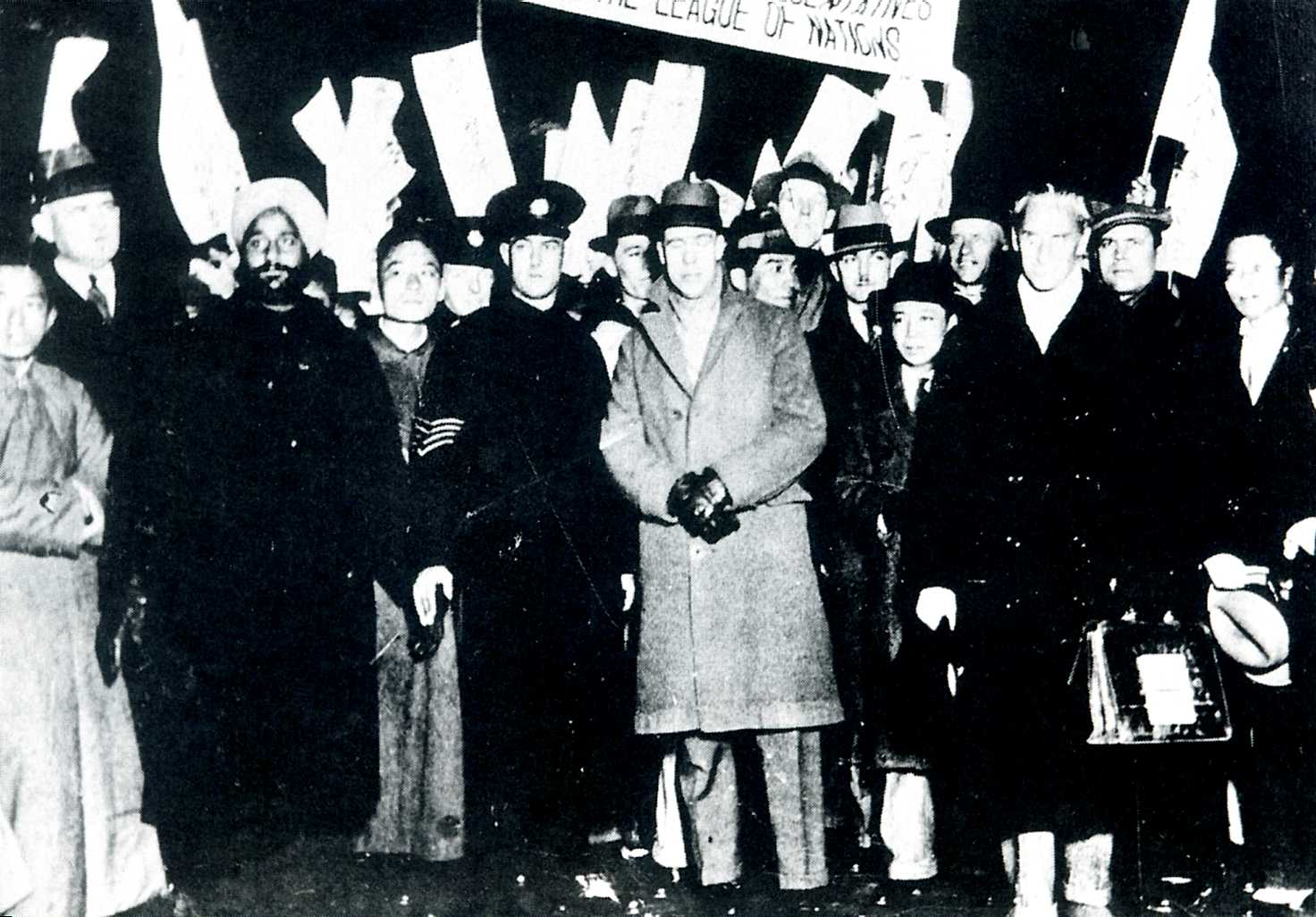
1932年李顿调查团在上海。图中心着大衣者为李顿

李顿调查团，该调查团正在调查该铁路的爆炸点。

李顿报告（Lytton Report）是由国际联盟的李顿调查团在1932年发表的报告，用以协助调查及解决1931年的日本及中國之間發生的九一八事变。

## 调查始末
李顿调查团由英国的維克多·布爾沃·李頓统筹。1931年12月，国联派出此小组到上海调查中国与日本在满洲的争端，以及九一八事件的始末。
在调查过程中，日方阻碍东北人民向调查团反映情况，但仍收到1500多件揭露日方罪行的信件。
1932年10月2日，小组发表报告，共有十万多字，指出日本明显是侵略者。報告中否定日本的行为是为了自卫，并指出满洲国之成立乃日本侵略中国之举动；“东三省为中国之一部，此为中国及列国共认之事实。”“日方之军事手段，不能认为合法之自卫手段。”承认东北是中国领土，建议东北地方自治，作为非武装地带，主张对东北实行国际共管。但又认为由于日本与满洲有经济联系，故此承认日本对满洲的关切是“无可厚非”。然而，它认为中国人民只是在已经沦陷的满洲煽动反日情绪，又反对与日本和议，无助解决问题。故此，满洲应该获得自治，但仍为中国控制。
但是小组调查期间，局势已经愈来愈恶劣。日本早已在1932年3月扶植溥仪做傀儡政权满洲国的皇帝。由于国联不承认满洲国为主權獨立國家，日本撤出国联以表抗议。日本又不满调查团的报告，并在1933年5月27日正式发出通知，要求国联在两年之内结束调查。
李顿报告显示出国联的弱点，例如國聯未能迅速应变，足足在六个多月后才发表报告。后在1933年2月7日，《国联特别大会关于中日争议报告书》用更明确的语言承认日本侵略中国的事实，并规定日本撤兵的方法、步骤期限等，但日本在调查团调查期间（1933年3月27日）撤出国际联盟。如此一來，报告只是纸上谈兵，完全不能让国联以外交途径介入及解决问题。

## 報告重點
李頓調查團報告揭露出炸毀部分南滿鐵路是關東軍所為，戳破其以此為藉口發動駐朝2000人軍隊的說辭。

## 延伸阅读
- * Chang, David Wen-wei. "The Western Powers and Japan's Aggression in China: The League of Nations and 'The Lytton Report.'" American Journal of Chinese Studies (2003) 19#1 pp 43–63.
- Jin, Wensi, and Wên-ssŭ Chin. China and the League of nations: the Sino-Japanese controversy (St. John's University Press, 1965).
- Kuhn, Arthur K. "The Lytton Report on the Manchurian Crisis." American Journal of International Law 27.1 (1933): 96-100. in JSTOR （页面存档备份，存于）
- Nish, Ian Hill. Japan's Struggle with Internationalism: Japan, China, and the League of Nations, 1931-3 (Routledge, 1993).
- Saito, Hirosi. "A Japanese view of the Manchurian situation." The Annals of the American Academy of Political and Social Science 165 (1933): 159-166. in JSTOR （页面存档备份，存于）
- Walters, Francis Paul. A History of The League of Nations. London, UK: Oxford University Press, 1960. pg 491-492. That book is freely available on the site of the United Nations Office in Geneva online （页面存档备份，存于）